# Amphitrogia amphidecta
Amphitrogia amphidecta là một loài bướm đêm trong họ Noctuidae.